# Příčina a důsledek
Příčina a důsledek (v anglickém originále Cause and Effect) je osmnáctá epizoda páté sezóny seriálu Star Trek: Nová generace.

## Příběh
Při mapování neprobádané části vesmíru je loď Enterprise chycena v časové smyčce. Stejné události probíhají znovu a znovu; na konci smyčky Enterprise nalezne anomálii, ze které vyletí jiná loď. Té se Enterprise nestačí vyhnout a po srážce exploduje.
Posádka Enterprise neví, že je ve smyčce, ale má neurčité tušení, že tytéž věci již jednou prožila. Proto při druhém průchodu smyčkou Beverly vytuší, že Will při pokeru bluffuje, a když vyšetřuje Geordiho, je si jistá, že mu podobné vyšetření nedávno dělala, ovšem v záznamech to nemůže najít.
Později se na lodi nevysvětlitelně ozve směsice hlasů. Enterprise se poté setká s časoprostorovou anomálií; když z ní vyletí jiná loď a Enterprise selžou manévrovací trysky, Riker navrhne změnit kurz lodi dekompresí doku s raketoplány, zatímco Dat doporučí použít tažný paprsek. Picard dá za pravdu Datovi, ale srážku to neodvrátí. Enterprise D exploduje a začne třetí průchod smyčkou.
V něm Riker předvídá, že Beverly jeho bluff odhalí. Jinak události proběhnou podobně, jako ve druhém průchodu.
Ve čtvrtém průchodu Beverly správně vytuší, jaké karty jí Dat rozdá, a také to, že Geordi přijde do ošetřovny. Později vytuší, že zazní hlasy, a tak je nahraje. Dat je analyzuje a zjistí, že jsou to hlasy posádky z předchozího průchodu. Usoudí, že Enterprise se nachází v časové smyčce, na jejímž konci dojde k explozi, která způsobí, že se události stanou opět od začátku. Jediný způsob, jak ze smyčky uniknou, je zabránit této explozi.
Dále z analyzovaných hlasů vyplývá, že Enterprise bude zničena. Posádka usoudí, že až zjistí, jak zkázu odvrátit, může již na záchranu být pozdě a je nutno zprávu předat do dalšího průchodu smyčkou. Proto sestrojí generátor částic zvaných „dekyony“, který může do Datova podvědomí poslat velmi krátkou zprávu. Když se Enterprise setká s anomálií, tak zvažují, zda otočit loď – ovšem nikdo neví, zda právě otočení lodi nezpůsobilo havárii. Proto to neudělají. Enterprise je zničena jako v předchozích případech, ale těsně předtím Dat odvysílá nějakou zprávu.
Při pátém průchodu posádka opět pozná, že se nacházejí ve smyčce. Tentokrát se v rozdaných kartách i lodních systémech vyskytuje velké množství trojek. Dat usoudí, že tyto trojky podvědomě způsobil on. Geordi k tomu řekne, že kdyby měl z předchozího průchodu poslat zprávu do současného, udělal by to pomocí dekyonů, což by se projevilo právě takto. Důstojníci tedy přemýšlí, co může znamenat vzkaz „tři“. Události však přesto proběhnou stejně, jako dříve: Z anomálie vyletí loď a kapitán přikáže provést Datův návrh, jak se lodi vyhnout.
V tom okamžiku si Dat uvědomí, že „tři“ může znamenat počet Rikerových insignií, a provede Rikerův návrh. Tak se podaří kolizi lodí odvrátit. Dat zjistí, že Enterprise byla ve smyčce po 17.4 dnů a druhá federační loď USS Bozeman dokonce přes 80 let. Picard proto pozve druhého kapitána na palubu s vysvětlením, že si s ním „musí o něčem promluvit“.